# Њубери (Јужна Каролина)
Њубери (енгл. Newberry) град је у америчкој савезној држави Јужна Каролина.

## Демографија
По попису из 2010. године број становника је 10.277, што је 303 (-2,9%) становника мање него 2000. године.
| Група             | 2000.         | 2010.         |
| Белци             | 5.056 (47,8%) | 4.512 (43,9%) |
| Афроамериканци    | 4.376 (41,4%) | 4.683 (45,6%) |
| Азијати           | 64 (0,6%)     | 63 (0,6%)     |
| Хиспаноамериканци | 1.004 (9,5%)  | 882 (8,6%)    |
| Укупно            | 10.580        | 10.277        |